# Várkonyi Nagy Béla
Várkonyi Nagy Béla, születési nevén Nagy Béla József Jenő (1919-ig Ligeti, 1928-ig Ligethy Béla; Kéty, 1896. szeptember 3. – Budapest, 1980. november 27.) magyar költő, újságíró.

## Életútja
Nagy József tanító és Kring Mária fiaként született. Tanulmányait Debrecenben, majd Nyíregyházán végezte, s újságíró lett. 1919-ben vöröskatonaként szolgált, 1923-ban pedig önként vonult emigrációba. Az 1920-as évek derekán bejárta a Csendes-óceán szigetvilágát, eljutott többek közt Szamoa-, Tonga-szigetekre és Tahitira. A második világháború után tért haza; az irodalmi életnek 1957-től lett részese. Az új magyar líráról fogalmazott meg kritikákat, valamint verseket is írt, melyek saját sorsának eseményeivel és a nemzeti sorskérdésekkel is foglalkoznak.

## Főbb művei
- Viharban (versek, Kaposvár, 1920)
- Ecce homo (versek, Békéscsaba, 1921)
- Siess, Odysseus! (Bécs, 1925)
- Virághajó (Bécs, 1928)
- Odysseus megtérése (válogatott versek 1919–1959, Budapest, 1960)
- Ének az óceánról (versek, Budapest, 1963)
- Egyszerű varázslat (versek, Budapest, 1965)

## Díjai, elismerései
- A Munka Érdemrend arany fokozata (1966, 1971)
- Tanácsköztársasági Emlékérem (1969)